# Der Karneval in Rom
Der Karneval in Rom (auch Der Carneval in Rom) ist eine Operette in drei Akten von Johann Strauss. Der Text stammt von Joseph Braun, der Gesangstext von Richard Genée. Die Uraufführung fand am 1. März 1873 am Theater an der Wien statt, die erste Darstellerin der Marie war Marie Geistiger. Die "Gräfin Falconi" gab Caroline Charles-Hirsch.
Das Werk war zunächst nur noch durch eine 1937 in Dortmund aufgeführte Bearbeitung des Dirigenten Franz Marszalek ein wenig bekannt. Marszalek hat seine Bearbeitung dieses Werkes 1950 in einer Gesamtaufnahme für den WDR Köln aufgenommen (Hauptrolle: Peter Anders).
Die erfolgreiche moderne Wiederaufführung fand auf Grundlage der Neuen Johann Strauss Gesamtausgabe Wien an der Staatsoperette Dresden am 29. Oktober 2004 in der Inszenierung von Lutz Graf und unter der musikalischen Leitung von Ernst Theis statt.

## Orchester
Zwei Flöten, zwei Oboen, zwei Klarinetten, zwei Fagotte, vier Hörner, zwei Trompeten, drei Posaunen, eine Harfe, Schlagwerk und Streicher

## Handlung

### Ort und Zeit
Der erste Akt spielt in einem Tiroler Bergdorf, die Akte zwei und drei in Rom in den 60er Jahren des 19. Jahrhunderts.

### Erster Akt
Wehmütig betrachtet die junge Marie ein Gemälde, das ihr der Kunstmaler Arthur Bryk als Abschiedsgeschenk hinterließ. Sie hatte sich in den Maler verliebt, als er studienhalber in dem Bergdorf weilte. Eines Tages suchen wieder einmal zwei Maler das Dorf auf. Es sind Robert Hesse und Benvenuto Rafaeli, zwei Freunde ihres geliebten Arthur, wie sich bald herausstellt. Sie erzählen Marie, dass er zurzeit erfolgreich in Rom arbeite. Sofort reift in ihr der Plan, Arthur dort aufzusuchen. Weil Benvenuto Rafaeli an Arthurs Bild interessiert ist, verkauft sie es ihm für 1000 Gulden, um mit dem Erlös die Reise finanzieren zu können.
Auch das gräfliche Ehepaar Falconi hält sich gerade in dem Tiroler Dorf auf. Beide zeigen sich hocherfreut, als sie hier die von ihnen so geschätzten Kunstmaler Hesse und Rafaeli entdecken. Weil die Gräfin einem Flirt nicht abgeneigt ist und es liebt, ihren Gatten eifersüchtig zu machen, versucht sie gleich, die beiden Maler zu umgarnen. Graf Falconi gerät so sehr in Rage, dass er fast einen der Maler zum Duell fordert. Seine Gattin kann dies jedoch in letzter Sekunde noch abwenden.

### Zweiter Akt
Als Marie nach Rom kommt, herrscht dort ausgelassenes Karnevalstreiben. Marie mischt sich – verkleidet als junger Mann in Savoyer Tracht – unter die Feiernden und sucht ihren Geliebten. Es dauert auch nicht lange, bis sie ihn entdeckt. Bei ihm sind seine beiden Malerfreunde und das Ehepaar Falconi. Marie wird fröhlich von ihnen empfangen und – worauf sie gehofft hat – von keinem erkannt. Die kokette Gräfin kann es wieder mal nicht lassen, ihre Netze nach dem anderen Geschlecht auszuwerfen. Diesmal ist es der hübsche Junge aus Savoyen. Graf Falconi zieht jetzt die Notbremse: er bringt seine Gattin in ein Damenstift und hofft, dass ihr dort die Flausen ausgetrieben werden.
Marie als Savoyer Knabe erklärt Arthur, sie bzw. er wolle Maler werden und würde gerne sein Schüler sein. Überglücklich vernimmt sie seine Zustimmung.
Während des Karnevalstreibens sind sich Arthur und die Gräfin nähergekommen. Nur allzu gerne wäre Arthur jetzt bei ihr im Damenstift, doch sein Plan, dort unbeobachtet einzudringen, ist zum Scheitern verurteilt. Marie hat ihn nämlich beobachtet und schlägt Radau.
Der Gräfin ist der Aufenthalt in dem verhassten Damenstift zuwider. Sie hat jetzt genug davon und will ihren geliebten Maler in seinem Atelier aufsuchen.

### Dritter Akt
Marie – immer noch verkleidet als Savoyer Jüngling – ist allein in Arthurs Atelier, als sich Besuch ankündigt. Es ist die Gräfin, die den Maler zu sprechen wünscht. Marie hat an ihrer Rolle Gefallen gefunden und flirtet ganz heftig mit ihr. Als sich die beiden näherkommen, tauchen plötzlich Arthur und der Graf auf. Arthur merkt jetzt, welch kokette Person sich hinter der Gräfin verbirgt, und verliert das Interesse an ihr. Graf Falconi braust wieder auf und fordert den Savoyer zum Duell. Als Marie die Gelegenheit wittert, unbemerkt das Atelier zu verlassen, setzt sie ihren Plan sofort in die Tat um. Arthur entdeckt eine Zeichnung, die Marie im Atelier zurückgelassen hat. Das Bild zeigt den Savoyer Jüngling als Tiroler Bauernmädchen. Nun fällt es Arthur wie Schuppen von den Augen: seine Sehnsucht nach Marie bekommt neue Nahrung. Die beiden finden sich und werden ein Paar. Graf Falconi wird bewusst, dass er – wahrscheinlich nicht zum letzten Mal – grundlos eifersüchtig war, und verzeiht seiner Gattin.

## Musiknummern der Partitur
- Nr. 1 Introduktion (zum 1. Akt): Vom Tale d'runten klingt der Glockenton so rein (Marie, Toni, Therese, Franz, Chor)
- Nr. 2 Duettino: Maler wandern gerne (Rafaeli, Hesse)
- Nr. 3 Duett: Nicht länger duld ich dieses Treiben (Graf, Gräfin)
- Nr. 4 Finale I: Ja noch in dieser Stunde (alle)
- Nr. 5 Introduktion (zum 2. Akt) und Chor: Weltberühmtes Rom (Chor)
- Nr. 6 Lied: Kommt ihr Leute bleibet stehen (Marie, Chor)
- Nr. 7 Lied mit Chor: O seht den frommen Pilgersmann – Von Josefs Mantel (Arthur, Chor)
- Nr. 8 Quintett: Ich geh hinüber in das Haus (Graf, Gräfin, Arthur, Rafaeli, Hesse)
- Nr. 9 Duett: Ein Künstler also willst Du werden (Arthur, Marie)
- Nr. 10 Ensemble/Einlage Gräfin: Gefangen trauern (Gräfin)
- Nr. 11 Chor: Wenn die Abendglocken hallen (Chor)
- Nr. 11B Tarantella: Versteh ich noch nicht die Farben zu mischen (Marie)
- Nr. 12 Finale II: Champagner her, ein ganzes Meer (alle)
- Nr. 13B Lied: Es jauchzt mir im Innern (Arthur)
- Nr. 14 Quartett: Schönste aller Frauen (Marie, Gräfin, Arthur, Graf)
- Nr. 15 Duett: Von jenen Damen allen (Marie, Arthur)
- Nr. 16 Finale III: Karneval dich preisen wir (alle)

## Musikalische Weiterverwendung
Nach Motiven aus dieser Operette entstanden dann eigenständige Werke des Komponisten die in seinem Werkverzeichnis mit den Opus-Zahlen 356 bis 360 gekennzeichnet sind. Dabei handelt es sich um folgende Werke:
- Vom Donaustrande, Polka schnell, Opus 356
- Carnevalsbilder, Walzer, Opus 357
- Nimm sie hin, Polka francaise, Opus 358
- Gruß aus Österreich, Polka Mazurka, Opus 359
- Rotunde-Quadrille, Opus 360

## Aufnahmen
1950 produzierte der NWDR Köln unter Franz Marszalek eine Gesamtaufnahme seiner Bearbeitung mit u. a. Peter Anders, Willy Hofmann, Richard Capellmann, Liselotte Losch, Willy Schneider und Ruth Zillger. Ein Querschnitt daraus war auf Langspielplatte (RCA VL 30312) erhältlich.
Die Produktion der Staatsoperette Dresden, die auf der Grundlage der Neuen Johann Strauss Gesamtausgabe Wien entstand, wurde für eine CD-Einspielung aufgenommen, die 2011 beim Label CPO erschienen ist. Unter der Leitung von Ernst Theis sangen und spielten der Chor und das Orchester der Dresdner Staatsoperette. Als Solisten wirkten u. a. Isabella Ma-Zach, Michael Heim, Marcus Günzel, Bernd Könnes und Jessica Glatte mit.